# کمیته فعالیت‌های ضدآمریکایی مجلس
کمیته مجلس دربارهٔ فعالیت‌های ضدآمریکایی (به انگلیسی: House Un-American Activities Committee) با نام عمومی کمیته فعالیت‌های ضدآمریکایی مجلس، یک کمیته تحقیقاتی از مجلس نمایندگان ایالات متحده بود که در سال ۱۹۳۸ برای تحقیق خیانت مورد ادعا و فعالیت‌های خرابکارانه از سوی شهروندان خصوصی، کارمندان دولتی و سازمان‌هایی که مظنون به داشتن روابط کمونیستی هستند، شکل گرفت. این کمیته در سال ۱۹۴۵ به یک کمیته دائمی تبدیل شد و از سال ۱۹۶۹ به بعد به عنوان کمیته امنیت داخلی مجلس نمایندگان شناخته شد. هنگامی که مجلس در سال ۱۹۷۵ این کمیته را لغو کرد، وظایف آن به کمیته قضایی مجلس منتقل شد.
تحقیقات ضد کمونیستی کمیته اغلب با مک‌کارتیسم مرتبط است، اگرچه خود جوزف مک‌کارتی (به عنوان یک سناتور ایالات متحده) هیچ دخالت مستقیمی با کمیته مجلس نمایندگان نداشت. مک‌کارتی رئیس کمیته عملیات دولت و کمیته فرعی دائمی آن در تحقیقات سنای ایالات متحده بود، نه مجلس نمایندگان.